# Microsteira
Microsteira es un género con 28 especies de plantas con flores  perteneciente a la familia Malpighiaceae. Es originario de Madagascar. El género fue descrito por  John Gilbert Baker  y publicado en Journal of the Linnean Society, Botany  20: 111, en el año 1883.  Su especie tipo es Microsteira curtisii Baker.

## Especies
| - Microsteira ambongensis Arènes - Microsteira ambovombensis Arènes - Microsteira ampihamensis Arènes - Microsteira argyrophylla (A.Juss.) Dubard & Dop - Microsteira axillaris (Baker) Nied. - Microsteira besomatensis Arènes - Microsteira brickavillensis Arènes - Microsteira chorigyna (Baill.) Dubard & Dop - Microsteira curtisii Baker - Microsteira decaryi Arènes - Microsteira diotostigma (Baill.) Dubard & Dop - Microsteira eriophylla Arènes - Microsteira firingalavae Arènes - Microsteira floribunda (O.Hoffm.) Nied. - Microsteira glabrifolia Arènes - Microsteira glaucifolia Arènes - Microsteira gracile Dubard & Dop - Microsteira grandiflora Arènes - Microsteira humbertii Arènes - Microsteira ivohibensis Arènes - Microsteira macrophylla Arènes - Microsteira microcarpa Arènes - Microsteira paniculata Arènes - Microsteira perrieri Arènes - Microsteira pluriseta (Baill.) Nied. - Microsteira radamae Arènes - Microsteira sclerophylla Arènes - Microsteira tulearensis Arènes |